# Jüdischer Friedhof (Lovosice)
Koordinaten: 50° 31′ 4,8″ N, 14° 2′ 23″ O

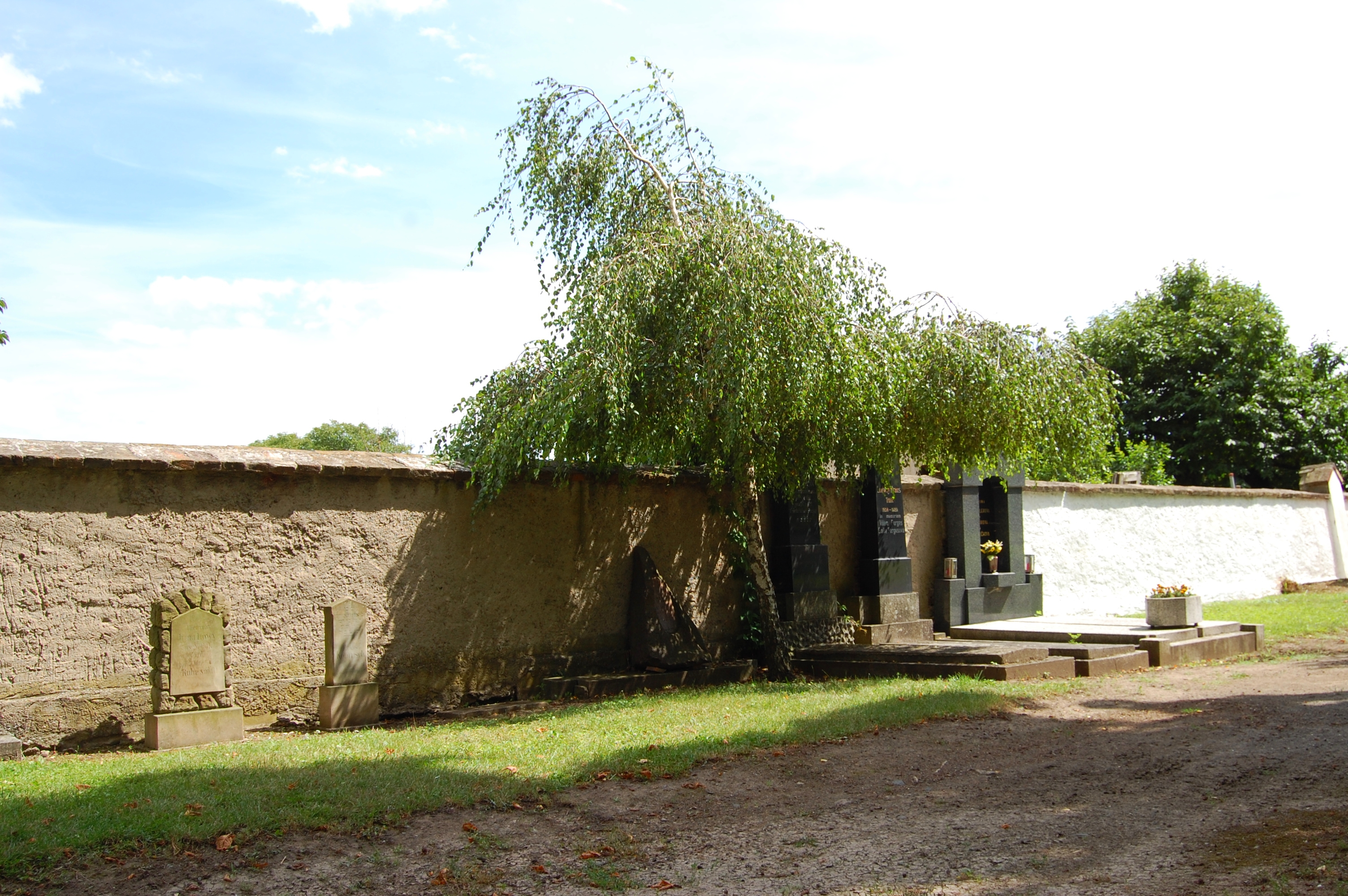
Ansicht des Friedhofs

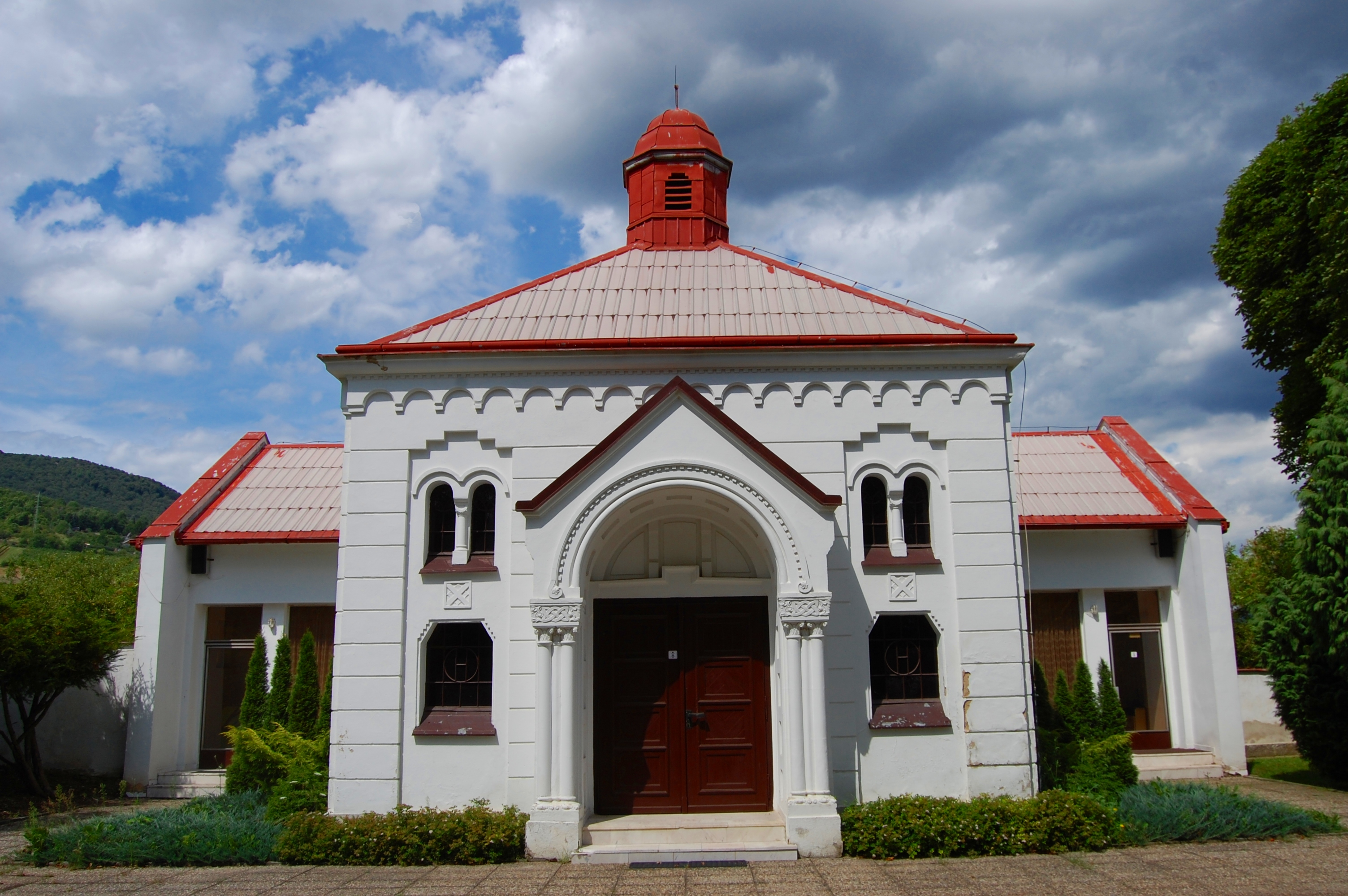
Trauerhalle

Der Jüdische Friedhof in Lovosice (deutsch Lobositz), einer Stadt des Okres Litoměřice im Ústecký kraj in Tschechien, wurde 1871/72 angelegt.

## Geschichte
Einen jüdischen Friedhof soll es in Lobositz bereits im 17. Jahrhundert gegeben haben. Um 1715 wurde ein neuer Friedhof angelegt, der bis Ende des 19. Jahrhunderts genutzt wurde. Der heute noch erhaltene jüdische Friedhof grenzt unmittelbar an den kommunalen Friedhof an. Heute sind nur noch drei Grabsteine erhalten.